# Aphoenops
Aphoenops is een geslacht van kevers uit de familie van de loopkevers (Carabidae). De wetenschappelijke naam van het geslacht is voor het eerst geldig gepubliceerd in 1862 door Bonvouioir.

## Soorten
Het geslacht Aphoenops omvat de volgende soorten:
- Aphoenops abodiensis Dupre, 1988
- Aphoenops alberti Jeannel, 1939
- Aphoenops bessoni Cabidoche, 1962
- Aphoenops bonneti Foures, 1948
- Aphoenops bouilloni Coiffait, 1955
- Aphoenops bourdeaui Coiffait, 1976
- Aphoenops bucephalus Dieck, 1869
- Aphoenops carrerei Coiffait, 1953
- Aphoenops catalonicus Escola et Cancio, 1983
- Aphoenops cerberus Dieck, 1869
- Aphoenops chappuisi Coiffait, 1955
- Aphoenops cissauguensis Faille & Bourdeau, 2008
- Aphoenops coiffaitianus A. Gaudin, 1947
- Aphoenops crypticola Linder, 1859
- Aphoenops delbreili Genest, 1983
- Aphoenops eskualduna Coiffait, 1959
- Aphoenops fresnedai Faille & Bourdeau, 2011
- Aphoenops hidalgoi Espanol et Camas, 1985
- Aphoenops hustachei Jeannel, 1917
- Aphoenops jauzioni Faille, Deliot & Queinnec, 2007
- Aphoenops jeanneli Abeille da Perris, 1905
- Aphoenops laurenti Genest, 1983
- Aphoenops leschenaulti Bonvouloir, 1862
- Aphoenops linderi Jeannel, 1938
- Aphoenops loubensi Jeannel, 1953
- Aphoenops ludovici A. Gaudin, 1935
- Aphoenops mariaerosae Genest, 1983
- Aphoenops mensioni Mascaró, 1976
- Aphoenops michaeli Foures, 1954
- Aphoenops ochsi L. Gaudin, 1925
- Aphoenops orionis Fagniez, 1913
- Aphoenops parallelus Coiffait, 1955
- Aphoenops parvulus Faille, Bourdeau & Fresneda, 2010
- Aphoenops pluto Dieck, 1869
- Aphoenops queffelici Cabidoche, 1966
- Aphoenops rebereti A. Gaudin, 1947
- Aphoenops rhadamanthus Linden, 1860
- Aphoenops sioberae Foures, 1954
- Aphoenops tiresias Piochard de la Brulerie, 1872
- Aphoenops valleti Casale et Genest, 1986
- Aphoenops vandeli Foures, 1954